# A Gudiña
A Gudiña (spanisch: La Gudiña) ist ein Ort und das Verwaltungszentrum einer Gemeinde (municipio) mit 1.186 Einwohnern (Stand: 2024) in der Provinz Ourense in der Autonomen Region (Comunidad Autónoma) Galicien im Nordwesten Spaniens. 

## Lage und Klima
A Gudiña liegt etwa 95 km ostsüdöstlich von Ourense an der portugiesischen Grenze in einer Höhe von ca. 975 m. Eine Variante des portugiesischen Jakobswegs (Caminho Português) nimmt Etappe im Ort. Durch die Gemeinde führt die Autovía A-52. Das vom Atlantik geprägte Klima ist gemäßigt und nicht selten regnerisch (ca. 1139 mm/Jahr).

## Bevölkerungsentwicklung der Gemeinde
Legende: Gudiña___A Gudiña

Quelle: INE-Archiv – grafische Aufarbeitung für Wikipedia
Durch Fortzug in die umliegenden Städte ist die Bevölkerung seit den 1950er Jahren stetig gesunken.

## Gemeindegliederung
Die Gemeinde A Gudiña ist in acht Parroquias gegliedert:
| Parroquias             | Patrozinium             | Einwohner 2024 | Fläche km² | Dichte Einw./km² | Höhe msnm | Ortskennzahl |
| ---------------------- | ----------------------- | -------------- | ---------- | ---------------- | --------- | ------------ |
| Barxa                  | San Xoán                | 32             | 9,50       | 3                | 650       | 32034010000  |
| O Canizo               | Santa María             | 149            | 23,93      | 6                | 1070      | 32034020000  |
| Carracedo da Serra     | Santiago                | 38             | 13,68      | 3                | 950       | 32034030000  |
| A Gudiña               | San Martiño e San Pedro | 656            | 26,99      | 24               | 978       | 32034040000  |
| Parada da Serra        | San Lucas               | 38             | 23,26      | 2                | 738       | 32034050000  |
| Pentes                 | San Mamede              | 111            | 32,68      | 3                | 770       | 32034070000  |
| San Lourenzo de Pentes | San Lourenzo            | 41             | 15,35      | 3                | 774       | 32034060000  |
| O Tameirón             | Santa María             | 115            | 25,93      | 4                | 973       | 32034080000  |

## Wirtschaft
| Ackerbau, Viehzucht und Fischerei                                                  | 044 | 010,11 |
| Industrie                                                                          | 023 | 05,29  |
| Bauwirtschaft                                                                      | 085 | 019,54 |
| Dienstleistungsbetriebe                                                            | 283 | 065,06 |
| Total                                                                              | 435 | 100,00 |
| * Daten aus dem Statistischen Amt für Wirtschaftliche Entwicklung in Galicien, IGE |     |        |

## Sehenswürdigkeiten
- Martinskirche in A Gudiña
- Peterskirche in A Gudiña
- Marienkirche in El Cañizo
- Laurentiuskirche in San Lourenzo de Pentes

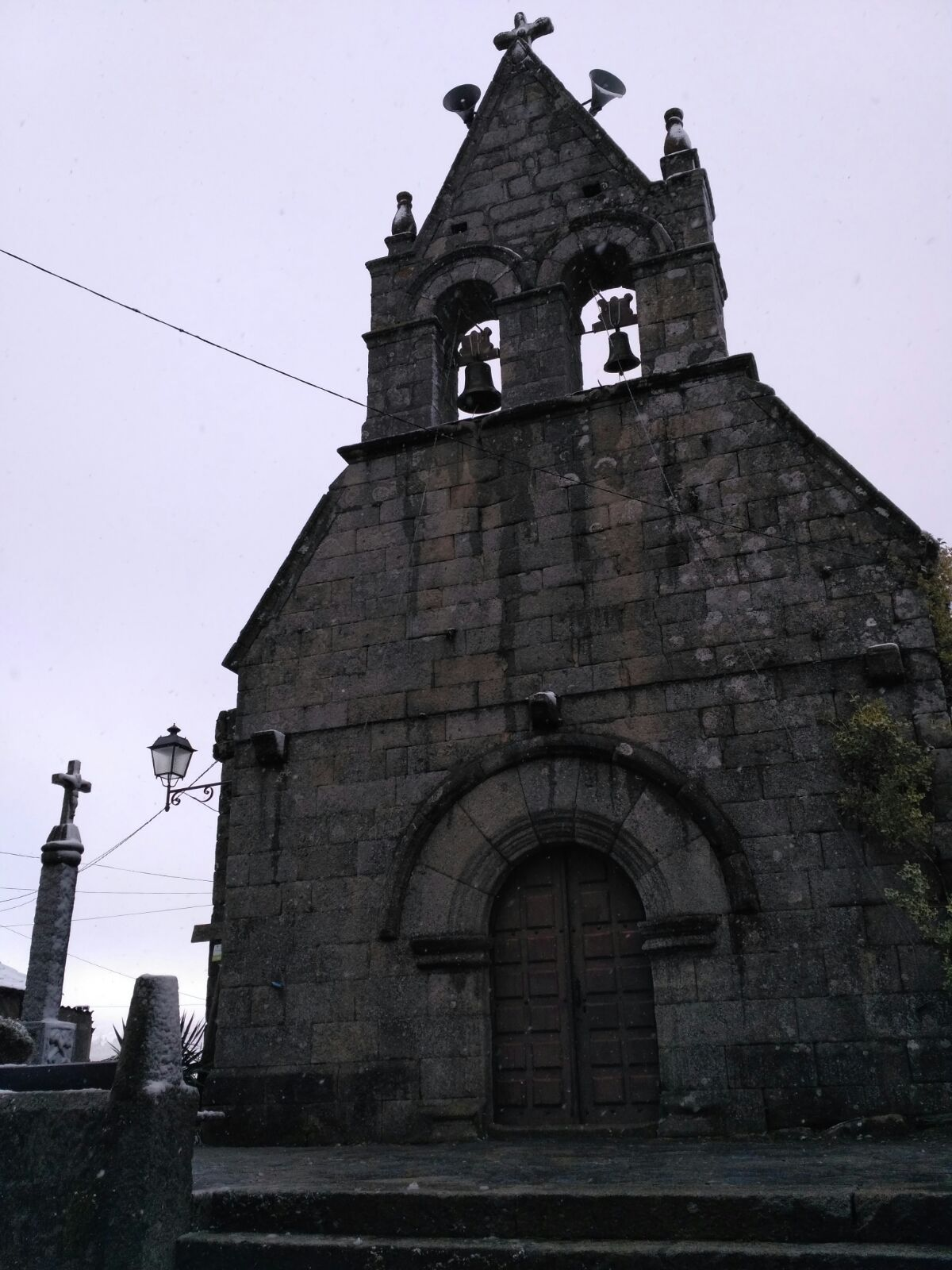
Peterskirche
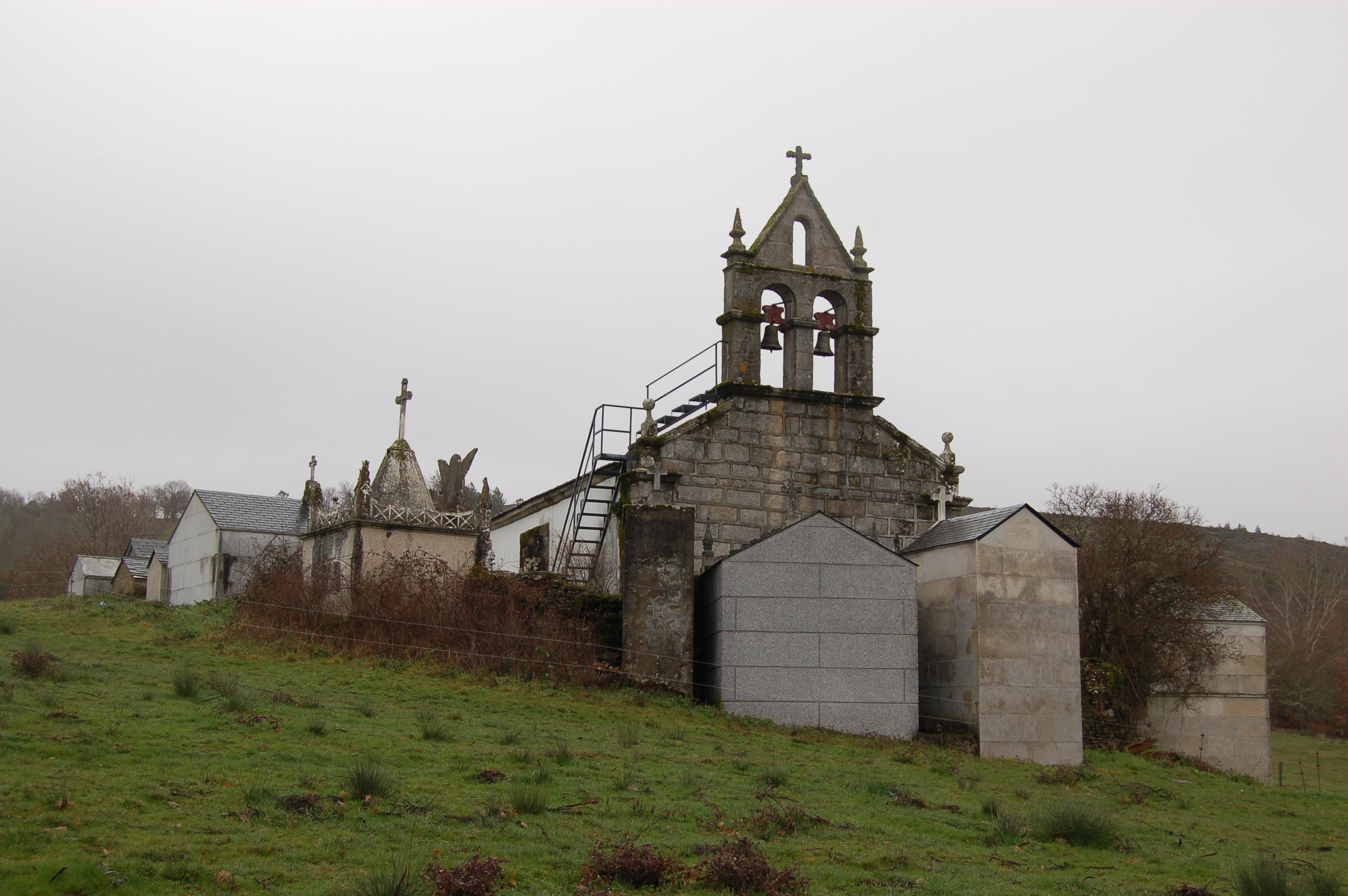
Laurentiuskirche
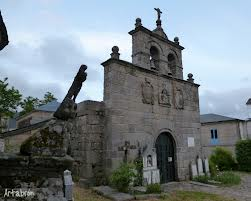
Martinskirche
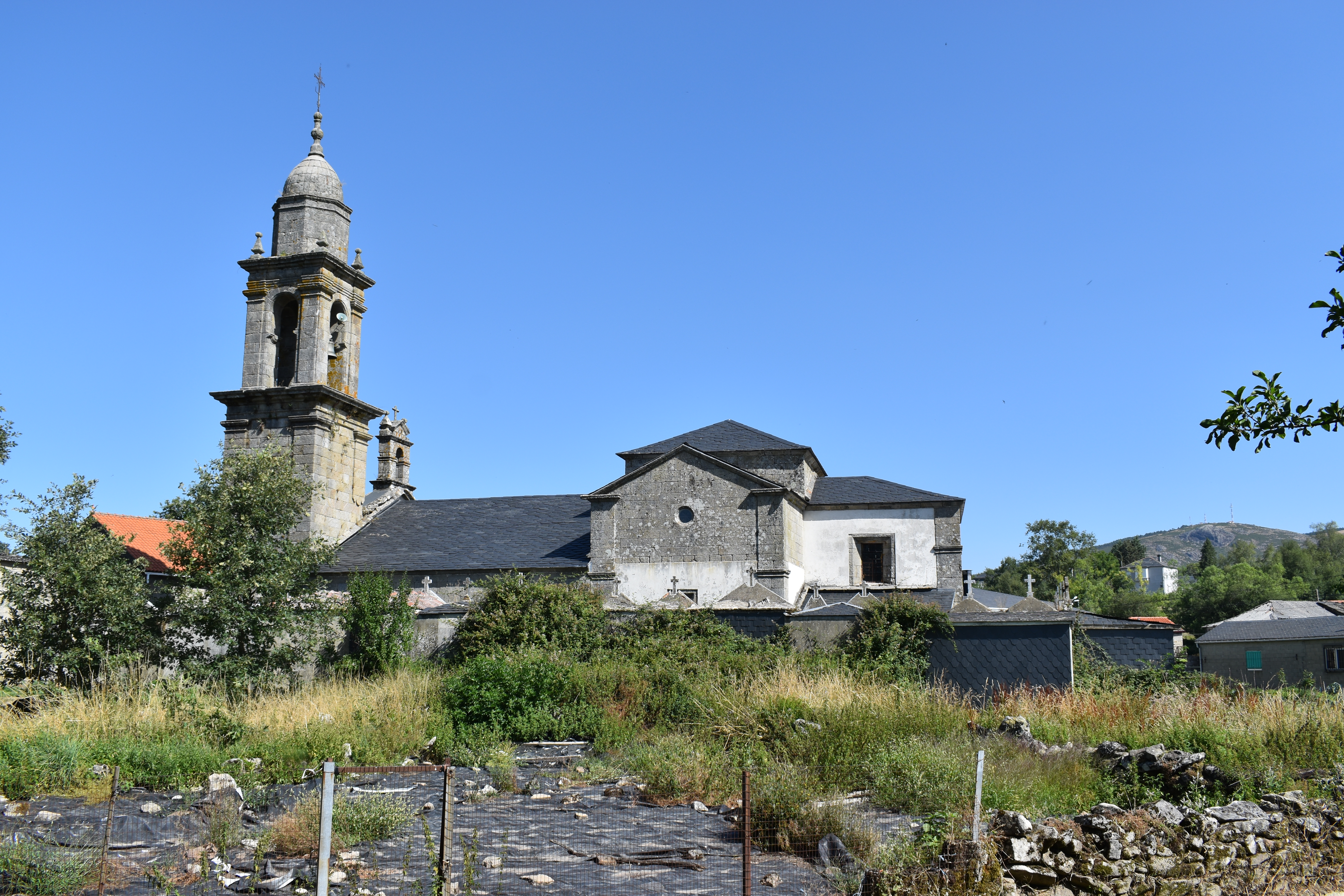
Marienkirche
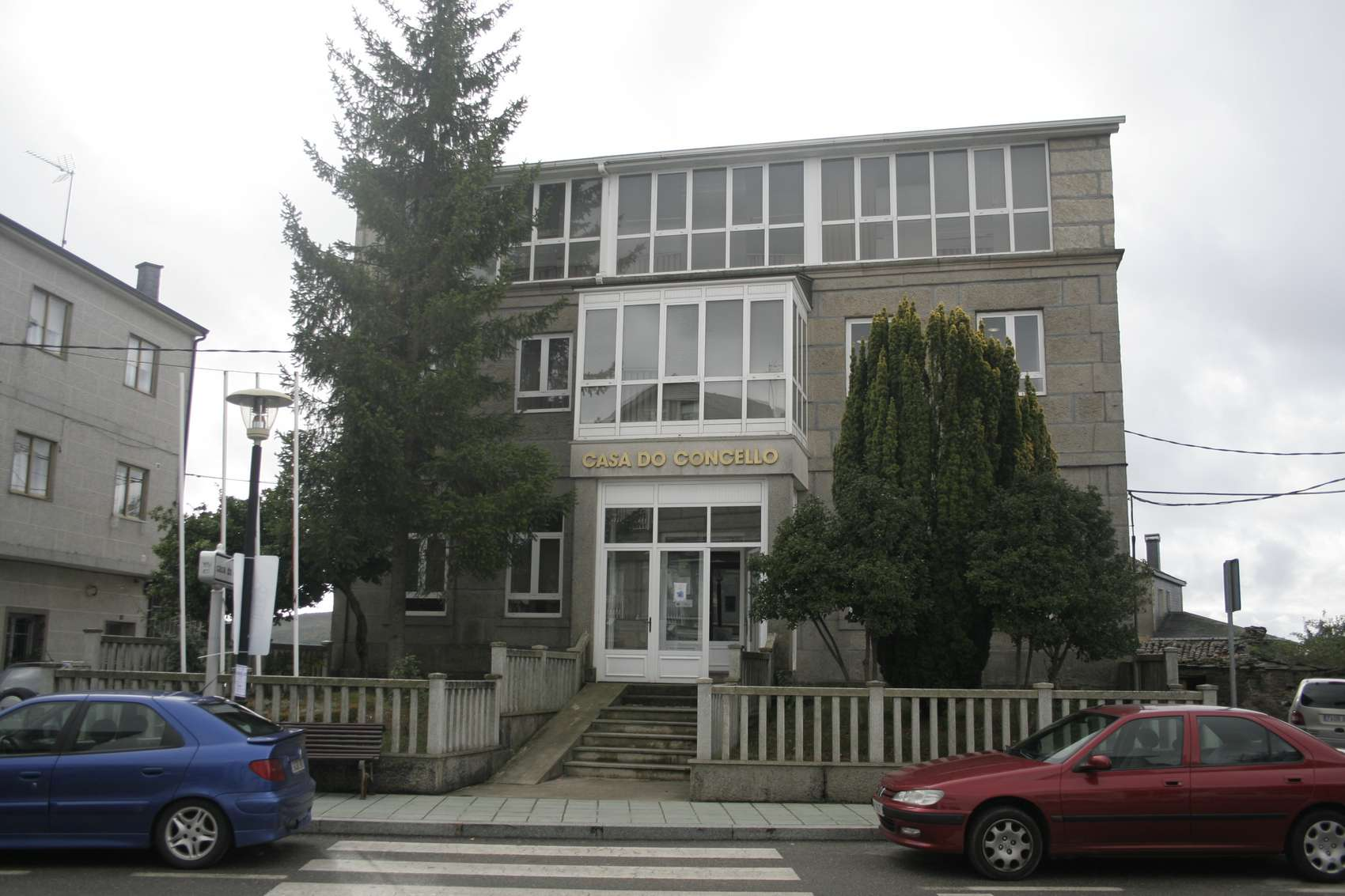
Rathaus

## Persönlichkeiten
- Sebastián de Aparicio (1502–1600), Franziskaner, Missionar
- Francisco Blanco (um 1570–1597), Franziskaner, Missionar in Japan und Märtyrer vom Nishizaka-Hügel